# Суходіл (Луганський район)
Суходіл (1962—2016 р. — Піо́нерське) — село в Україні, у Луганській міській громаді Луганського району Луганської області. Населення становить 402 осіб. З 2014 року є окупованим.

## Історія
У XVIII столітті на місці села в урочищах Холодів Яр та Суха Балка існували зимівники Кальміуської паланки Війська Запорозького Низового, що і дали початок селу.
За даними на 1859 рік у власницькому селі Суходіл Слов'яносербського повіту Катеринославської губернії мешкало 580 осіб (283 чоловіків та 297 жінок), налічувалось 74 дворових господарства, існувала православна церква.
Станом на 1886 рік у колишньому власницькому селі, центрі Суходільської волості, мешкало 787 осіб, налічувалось 149 дворів, існували православна церква, лавка, цегельний та черепичний заводи.

## Населення
За даними перепису 2001 року населення села становило 402 особи, з них 56,22 % зазначили рідною мову українську, 42,04 % — російську, а 1,74 % — іншу.